# エメット郡 (アイオワ州)
エメット郡（英: Emmet County）は、アメリカ合衆国アイオワ州の北部に位置する郡である。2010年国勢調査での人口は10,302人であり、2000年の11,027人から6.6％減少した。郡庁所在地はエスタービル市（人口6,360人）であり、同郡で人口最大の都市でもある。

## 歴史
エメット郡は1851年にアイオワ州議会によって設立され、郡名はバリーメナ出身のエメット・マカリスターにちなんで名付けられた。1859年に郡政府を組織できるだけの人口になった。

## 地理
アメリカ合衆国国勢調査局に拠れば、郡域全面積は402.38平方マイル (1,042.2 km2)であり、このうち陸地395.74平方マイル (1,025.0 km2)、水域は6.63平方マイル (17.2 km2)で水域率は1.65％である。

### 主要高規格道路
- アイオワ州道4号線
- アイオワ州道9号線
- アイオワ州道15号線

### 隣接する郡
- ミネソタ州ジャクソン郡 - 北西
- ミネソタ州マーティン郡 - 北東
- コスース郡 - 東
- パロアルト郡 - 南
- ディキンソン郡 - 西

## 人口動態

### 2010年国勢調査
以下は2010年国勢調査による人口統計データである。
基礎データ
- 人口: 10,302人
- 人口密度: 10人/km2（26人/mi2）
- 住居数: 4,758軒
- 使用住居: 4,236軒[6]

### 2000年国勢調査

2000人口ピラミッド

以下は2000年国勢調査による人口統計データである。
| 基礎データ - 人口: 11,027人 - 世帯数: 4,450 世帯 - 家族数: 2,910 家族 - 人口密度: 11人/km2（28人/mi2） - 住居数: 4,889軒 - 住居密度: 5軒/km2（12軒/mi2） 人種別人口構成 - 白人: 97.38% - アフリカン・アメリカン: 0.24% - ネイティブ・アメリカン: 0.28% - アジア人: 0.30% - 太平洋諸島系: 0.01% - その他の人種: 1.25% - 混血: 0.54% - ヒスパニック・ラテン系: 4.31% 年齢別人口構成 - 18歳未満: 24.2% - 18-24歳: 10.1% - 25-44歳: 23.8% - 45-64歳: 22.5% - 65歳以上: 19.4% - 年齢の中央値: 40歳 - 性比（女性100人あたり男性の人口） - 総人口: 94.4 - 18歳以上: 93.3 | 世帯と家族（対世帯数） - 18歳未満の子供がいる: 27.9% - 結婚・同居している夫婦: 55.0% - 未婚・離婚・死別女性が世帯主: 7.8% - 非家族世帯: 34.6% - 単身世帯: 30.3% - 65歳以上の老人1人暮らし: 15.3% - 平均構成人数 - 世帯: 2.36人 - 家族: 2.93人 収入と家計 - 収入の中央値 - 世帯: 33,305米ドル - 家族: 41,296米ドル - 性別 - 男性: 27,495米ドル - 女性: 20,278米ドル - 人口1人あたり収入: 16,619米ドル - 貧困線以下 - 対人口: 8.2% - 対家族数: 5.2% - 18歳未満: 9.4% - 65歳以上: 9.1% |

## 都市と町
| - エスタービル - 郡庁所在地 - アームストロング - ドリバー | - グルーバー - リングステッド - ウォーリングフォード |

### その他の町
| - フォーサイス - グリドリー | - ハルファ - ホプリグ | - ハンティントン - メイプルヒル | - ローリー - アイランドグローブ |

### 郡区
エメット郡は12の郡区に分割されている。
| - アームストロンググローブ郡区 - センター郡区 - デンマーク郡区 - エルスワース郡区 - エメット郡区 - エスタービル郡区 | - ハイレイク郡区 - アイオワレイク郡区 - ジャッククリーク郡区 - リンカーン郡区 - スワンレイク郡区 - トウェルブマイルレイク郡区 |